# Barra do Cuanza
Barra do Cuanza é um distrito urbano e comuna angolana que se localiza na província de Luanda, pertencente ao município de Belas.
Na Barra do Cuanza fica a foz do Cuanza, local onde o rio Cuanza, o maior rio angolano, têm sua jusante no oceano Atlântico, a 75 km a sul de Luanda.
Um dos referenciais geográficos da província de Luanda, o distrito urbano da Barra do Cuanza é um local ideal para a pesca desportiva, dispondo de hotéis, restaurantes e outras infra-estruturas para o lazer. Este ponto, num cenário de grande beleza natural, com praias fluviais e marítimas desertas, marca uma das entradas no Parque Nacional da Quissama.